# Pordenone Calcio 1985-1986
Questa voce raccoglie le informazioni riguardanti il Pordenone Calcio nelle competizioni ufficiali della stagione 1985-1986.

## Rosa
| N. |                   | Ruolo | Calciatore        |
| -- | ----------------- | ----- | ----------------- |
|    | Italia (bandiera) | C     | Fabrizio Benedet  |
|    | Italia (bandiera) | C     | Luciano Benetti   |
|    | Italia (bandiera) | P     | Paolo Bianchet    |
|    | Italia (bandiera) | C     | Luigi Biasinutto  |
|    | Italia (bandiera) | P     | Carlo Bullara     |
|    | Italia (bandiera) | C     | Claudio Canzian   |
|    | Italia (bandiera) | C     | Massimo Del Ben   |
|    | Italia (bandiera) | C     | Fulvio Franca     |
|    | Italia (bandiera) | C     | Franco Giacomuzzo |
|    | Italia (bandiera) | A     | Luca Gonano       |

| N. |                   | Ruolo | Calciatore              |
| -- | ----------------- | ----- | ----------------------- |
|    | Italia (bandiera) | C     | Roberto Lenarduzzi      |
|    | Italia (bandiera) | D     | Sergio Marassi          |
|    | Italia (bandiera) |       | Sarcinelli              |
|    | Italia (bandiera) | C     | Alfio Sesso             |
|    | Italia (bandiera) | D     | Maurizio Siega          |
|    | Italia (bandiera) | A     | Massimo Tracanelli (II) |
|    | Italia (bandiera) | C     | Stefano Tracanelli (I)  |
|    | Italia (bandiera) | A     | Luca Vrech              |
|    | Italia (bandiera) | D     | Alessandro Zanin        |
|    | Italia (bandiera) | C     | Giorgio Zuccheri        |